# Haimo Leopold Handl
Haimo Leopold Handl (Feldkirch, 15 de setembre del 1948) és un politòleg, editor, artista i escriptor austríac.

## Biografia
Haimo L. Handl va estudiar ciències polítiques a Viena i als Estats Units d'Amèrica, va fer el doctorat en edició i ciències de la comunicació a la Universitat de Viena. Va treballar com a consultant, mànager de projectes i de qualitat. Entre 1982 i 2003 va ensenyar als instituts de les ciències de la comunicació i de ciències polítiques de la Universitat de Viena.
Entre 1997 i 2009 va editar la revista en línia Zitig que tenia una orientació política i cultural. Com a redactor de la revista Kultur-Online està publicant comentaris setmanals i contribucions assagístiques sobre cultura i literatura. Handl va iniciar l'associació «Gleichgewicht» («Equilibri») que estén les seves activitats culturals a un àmbit internacional.
Al final del 2008, Handl va fundar l'editorial de literatura Driesch que està publicant sobretot les obres d'autors austríacs o que viuen a Àustria, però també traduccions de llengües de l'Europa Oriental. Des del 2010, l'editorial imprimeix també la revista literària Driesch, amb prosa, poesia i assaigs en alemany però també textos bilingües. Per exemple, la revista va publicar textos dels escriptors catalans Marta Pérez i Sierra i Josep Navarro Santaeulàlia. A més, la revista està publicant ressenyes crítiques i fotografies artístiques.
Haimo Handl viu a Drösing a Baixa Àustria. Com a artista treballa amb objectes i instal·lacions. Està concentrant actualment (2010) a la literatura i a l'edició. És membre de l'associació d'escriptors austríacs Grazer Autorenversammlung i del cenacle Podium.

## Publicacions

### Monografies
- Die gerettete Botschaft. Katalog zur Ausstellung. Viena 1985
- Fachinformations-Führer 10: Entwicklungsländer. (Amb Gerda Kramer), Viena 1986
- Die Abwesenheit. Katalog zur Ausstellung. Viena 1988
- Nachtschatten, llibre electrònic. CD & Booklet, Viena 2005
- Schauhör, comentaris culturals, Viena 2007
- es war hell geworden. Ein Dialog zwischen einer älteren Frau und einem älteren Mann in Hiroshima am 6. August 1945. Drösing 2009
- drinnen & draussen, prosa curta, Drösing 2010

### Editor
- Werbung: Rollenklischee - Produktkultur - Zeichencharakter. Reihe Angewandte Semiotik, vol. 4, Viena 1985
- War Texts Viena 2005
- Grenzschreiben - Psaní na hranici - Hranicné písanie, prosa i poesia (alemany - txec - eslòvac), Driesch Verlag, Drösing 2008